# Ilha da Tentação Brasil
Ilha da Tentação Brasil é um reality show brasileiro produzido pela Endemol Shine Brasil e exibido pela Prime Video. Com apresentação Flávia Alessandra e Otaviano Costa, a primeira temporada estreou em 20 de setembro de 2024 no streaming. É Baseado no formato americano Temptation Island, que rendeu várias adaptações ao redor do mundo, inclusive outra no Brasil – Ilha da Sedução, produzido pelo SBT em 2002 em uma única temporada.

## Formato
Vários casais testam sua fidelidade em uma ilha paradisíaca. Eles são acomodados em vilas diferentes e precisam avaliar a força de seu amor ao interagir com um grupo de solteiros.

## 1.ª temporada (2024)

### Participantes
Abaixo a lista dos participantes desta edição, com as duplas listadas pelo programa durante o início das gravações.
| Casal              | Ocupação                | Tempo de Relacionamente | Resultado                             | Notas |
| ------------------ | ----------------------- | ----------------------- | ------------------------------------- | --- |
| Morgana Costa      | Modelo e Estágiaria     | 5 anos                  | Separados em 04 de outubro de 2024    | Deixaram a ilha juntos, mas se separaram antes do reencontro. |
| Emerson Andrade    | Estudante               | 5 anos                  | Separados em 04 de outubro de 2024    | Deixaram a ilha juntos, mas se separaram antes do reencontro. |
| Giulia Fiorani     | Produtora Cultural      | 5 anos                  | Juntos em 04 de outubro de 2024       | Deixaram a ilha separados mas reataram no reencontro. |
| Julio Lopes        | Professor de Jiu-jítsu  | 5 anos                  | Juntos em 04 de outubro de 2024       | Deixaram a ilha separados mas reataram no reencontro. |
| Luana Brandão      | Representante Comercial | 11 anos                 | Juntos em 04 de outubro de 2024       | Deixaram a ilha juntos e até o reencontro reafirmaram o noivado. |
| Gabriel Moreira    | Advogado                | 11 anos                 | Juntos em 04 de outubro de 2024       | Deixaram a ilha juntos e até o reencontro reafirmaram o noivado. |
| Rayssa Coutinho    | Jornalista              | 2 anos                  | Desistentes em 27 de setembro de 2024 | Eles deixaram a ilha separados. Após a desistência de seu noivo, Rayssa decidiu ficar com Lucas. No reencontro, Rayssa revelou situações adversas às atitudes do ex-companheiro, após a ilha, que a fizeram terminar o relacionamento com Lucas. |
| Cordeiro Rodrigues | Estudante               | 2 anos                  | Desistentes em 27 de setembro de 2024 | Eles deixaram a ilha separados. Após a desistência de seu noivo, Rayssa decidiu ficar com Lucas. No reencontro, Rayssa revelou situações adversas às atitudes do ex-companheiro, após a ilha, que a fizeram terminar o relacionamento com Lucas. |

### Solteiros
| Casa das Comprometidas | Resultado     |
| ---------------------- | ------------- |
| Maíra Soares           | Não Escolhida |
| Clara Colavolpe        | Não Escolhida |
| Letícia Martimiano     | Não Escolhida |
| Laura Zatz             | Eliminada     |
| Thamyres Cristina      | Eliminada     |
| Mayara Gomes           | Eliminada     |
| Duanny Mattos          | Eliminada     |
| Karoline Martins       | Eliminada     |
| Bárbara Azevedo        | Eliminada     |

| Casa dos Comprometidos | Resultado     |
| ---------------------- | ------------- |
| Pedro Augusto          | Não Escolhido |
| Wagner Brito           | Não Escolhido |
| Guilherme Lobo         | Não Escolhido |
| Zoe Alexandre          | Eliminado     |
| Diego Cotrim           | Eliminado     |
| Marlon Bernardo        | Eliminado     |
| Jhon Ribeiro           | Eliminado     |
| Diogo Carvalho         | Eliminado     |
| Lucas Martins          | Escolhido     |